# 봉양읍
봉양읍(鳳陽邑)은 대한민국 충청북도 북동부에 위치한 제천시의 서북부에 있는 읍(邑)이다. 면적은 144.85 km2이고, 34행정리 158반으로 구성되어 있다.

## 역사
- 조선시대 제천현(堤川縣) 근우면(近右面)과 근좌면(近左面) 지역으로, 그 전의 관아 소재지라 하여 고제천(古堤川)이라고도 하였다.
- 1914년 4월 1일 제천군 근우면을 13개 리로, 근좌면을 6개 리로 개편하였다.[1]

| 신 행정구역 | 신 행정구역                                                                                          |
| ----------- | --- |
| 근우면 일원 | 장평리, 신리, 천남리, 왕암리, 미당리, 명도리, 명암리, 학산리, 옥전리, 구학리, 팔송리, 봉양리, 주포리 |
| 근좌면 일원 | 연박리, 원박리, 공전리, 구곡리, 마곡리, 삼거리                                                       |
- 1914년 12월 19일 근우면사무소(근좌면과 공동사무소)를 봉양리(내사리)로부터 주포리 63-2로 이전하였다.[2]
- 1917년 9월 25일 근우면과 근좌면을 봉양면(鳳陽面)으로 합면하였다.[3] (19법정리)
- 1980년 4월 1일 제천군 일부를 제원군(堤原郡)으로 개칭하였다.[4]
- 1983년 2월 15일 천남리, 왕암리, 신리를 제천시로 이관하였다.[5] (16법정리)
- 1991년 1월 1일 제원군을 제천군(堤川郡)으로 개칭하였다.[6]
- 1995년 1월 1일 제천군 등을 제천시로 개편하였다.[7]
- 1995년 3월 2일 봉양읍으로 승격하였다.[8]

## 행정구역
1914년 관할 행정구역은 구학리(九鶴里), 주포리(周浦里), 장평리(長坪里), 신리(新里), 천남리(泉南里), 왕암리(旺岩里), 미당리(美堂里), 명도리(明道里), 봉양리(鳳陽里), 명암리(明岩里), 학산리(鶴山里), 옥전리(玉田里), 팔송리(八松里) 등 13개 리였으며, 1914년에 흡수된 6개 리는 연박리(硯朴里), 원박리(院朴里), 공전리(公田里), 구곡리(九曲里), 마곡리(馬谷里), 삼거리(三巨里)였다. 1983년 2월 15일에 신리, 천남리, 왕암리 등 3개 리가 제천시로 편입되어 2023년 현재 봉양읍이 관할하는 리는 법정리 16개, 행정리 34개이다.

#### 관할 리 현황
| 법정리 | 한자명 | 면적(1,000m2) | 세대(호, 2007년) | 인구(명, 2007년) | 행정리(2023년)                                       |
| ------ | ------ | ------------- | ---------------- | ---------------- | ---------------------------------------------------- |
| 주포리 | 周浦里 | 1,404         | 593              | 1,593            | 주포1리, 주포2리, 주포3리, 주포4리                   |
| 장평리 | 長坪里 | 9,049         | 256              | 561              | 장평1리, 장평2리                                     |
| 미당리 | 美堂里 | 6,495         | 649              | 1,712            | 미당1리, 미당2리, 미당3리, 미당4리, 미당5리, 미당6리 |
| 명도리 | 明道里 | 9,082         | 135              | 334              | 명도1리, 명도2리                                     |
| 봉양리 | 鳳陽里 | 2,793         | 135              | 324              | 봉양리                                               |
| 명암리 | 明岩里 | 21,551        | 88               | 205              | 명암리                                               |
| 학산리 | 鶴山里 | 9,928         | 137              | 271              | 학산리                                               |
| 옥전리 | 玉田里 | 13,471        | 111              | 237              | 옥전1리, 옥전2리                                     |
| 구학리 | 九鶴里 | 11,932        | 173              | 404              | 구학1리, 구학2리                                     |
| 팔송리 | 八松里 | 2,539         | 103              | 260              | 팔송리                                               |
| 연박리 | 硯朴里 | 9,880         | 260              | 564              | 연박1리, 연박2리                                     |
| 원박리 | 院朴里 | 8,040         | 143              | 299              | 원박리                                               |
| 공전리 | 公田里 | 8,827         | 146              | 356              | 공전1리, 공전2리, 공전3리                            |
| 구곡리 | 九曲里 | 12,099        | 150              | 357              | 구곡1리, 구곡2리, 구곡3리                            |
| 마곡리 | 馬谷里 | 4,100         | 55               | 144              | 마곡리                                               |
| 삼거리 | 三巨里 | 13,659        | 142              | 270              | 삼거1리, 삼거2리                                     |
| 계     |        | 144,851       | 3,276            | 7,889            | 16개 법정리, 34개 행정리                             |

#### 인구
봉양읍은 인구 1만에 미달하는 소규모 읍이다. 행정구역상의 읍(邑)이 되기 위해서는 대한민국 지방자치법에서 정한 규정에 따라 인구 2만 명 이상에 도시 형태를 갖추고 있어야 하나, 읍이 없는 도농복합형태의 시(市)인 경우에는 인구가 가장 많은 1개 면을 읍으로 승격시킬 수 있는 특례를 두고 있다. 봉양읍도 그러한 예외 조항에 따라 읍으로 승격되었다.
주포리와 미당리 지역에 건설된 아파트 단지의 인구 유입 정도에 따라 일시적으로 인구가 증가하는 경향을 보이는 시기가 있으나, 전반적인 추세는 충청북도 지역의 일반적인 농어촌 지역과 동일하게 인구 감소세로 나타나고 있다. 2023년 12월 31일 현재 봉양읍의 인구는 6,672명으로 남자 3,412명, 여자 3,260명이고 세대수는 3,693호이다.

## 산업·경제

#### 산업
주포리 농공단지에 4개의 조립, 제조 업체가 입주해 있으며, 2010년까지 미당리와 제천시 왕암동 지역에 걸쳐 한방산업단지를 포함하는 제천 제2산업단지(제2바이오밸리)를 조성할 계획으로 있다. 구곡리, 마곡리 일대에는 2013년까지 골프장, 스키장, 연수단지 등의 웰빙휴양타운이 조성될 예정이다.

### 교통

#### 도로 교통
고속국도 제55호선 중앙고속도로가 지나고 관내에 제천 나들목(IC)이 있다. 국도로는 원주시, 제천시, 단양군을 연결하는 국도 제5호선, 충주시와 제천시, 영월군을 이어주는 국도 제38호선이 있다. 38번 국도는 해발 453m의 박달재를 넘어가는데, 1996년에 제천 방향 하행선 2차선, 2000년에 충주 방향 상행선 2차선 등 왕복 4차선 규모의 박달재터널이 개통되어 충주-제천간 교통이 한층 편리해졌다. 이밖에 2번, 9번, 10번, 15번, 21번, 22번, 24번 지방도가 관내 전역을 연결하고 있다.

#### 철도 교통
봉양읍에는 철도 중앙선의 연교역, 구학역, 봉양역이 있고, 충북선의 공전역, 봉양역이 있다. 충북선은 완전한 전철화가 완료되었다.

## 문화·자연
봉양읍 공전리에 충청북도기념물 제37호 자양영당(紫陽影堂), 구학리에 충청북도기념물 제118호 배론성지(舟論聖地), 명암리 백련사(白蓮寺)에 시도유형문화재 제217호 제천백련사목조아미타여래좌상(堤川白蓮寺木造阿彌陀如來坐像) 등의 유형 문화유산이 있다. 탁사정(濯斯亭), 박달재[朴達峙] 등의 휴양 시설도 제천을 찾는 관광객들이 자주 찾는 명소들이다. 공전역 인근은 영화 박하사탕의 촬영지로 유명하다.

## 기관
봉양읍에는 다음의 행정 및 공공기관이 있다.
- 봉양읍행정복지센터
- 봉양읍 주민자치센터
- 제천경찰서 봉양지구대
- 제천소방서 봉양119안전센터(봉양소방파출소)
- 봉양도서관
- 봉양우체국
- 봉양농업협동조합
- 봉양역
- 공전역
- 구학역
- 연교역

## 교육
봉양읍에는 1개 고등학교, 1개 중학교, 2개 초등학교가 있다.
- 제천디지털전자고등학교 (팔송리 360)
- 봉양중학교 (장평리 864-1)
- 봉양초등학교 (연박리 921)
  - 봉남분교 (마곡리 540) : 1999년 폐교 (현재 제천예술인마을 문화학교 용도로 교사 활용)
  - 학전분교 (옥전리 180) : 1995년 폐교
  - 명암분교 (명암리 605-4) : 1995년 폐교
- 왕미초등학교 (미당리 757)
- 공전초등학교 (공전리 274) : 1999년 2월 10일 폐교 (봉양초등학교에 통폐합, 현재 대안학교 교사로 활용)
- 남당초등학교 삼선분교 (삼거리 538) : 1993년 폐교 (남당초등학교 본교 소재지는 제천시 영천동 760)

## 아파트
- 미당리
  - 미당한마음 아파트

- 주포리
  - 중앙아파트

## 관련 사진

봉양읍 주민자치센터
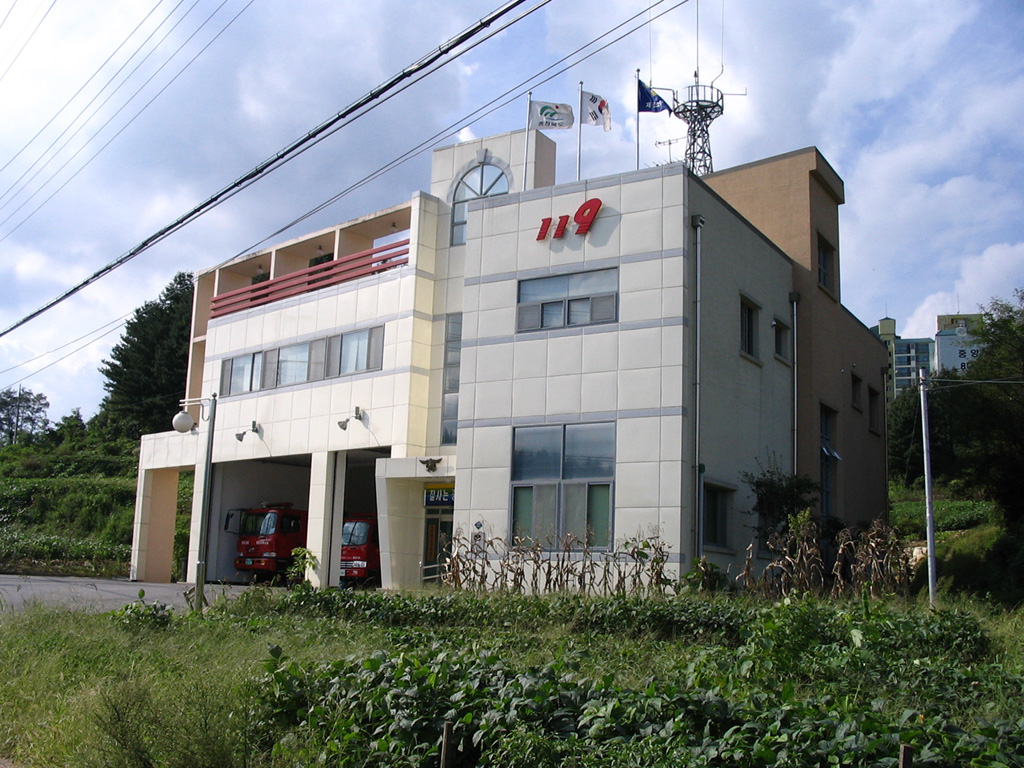
봉양소방파출소
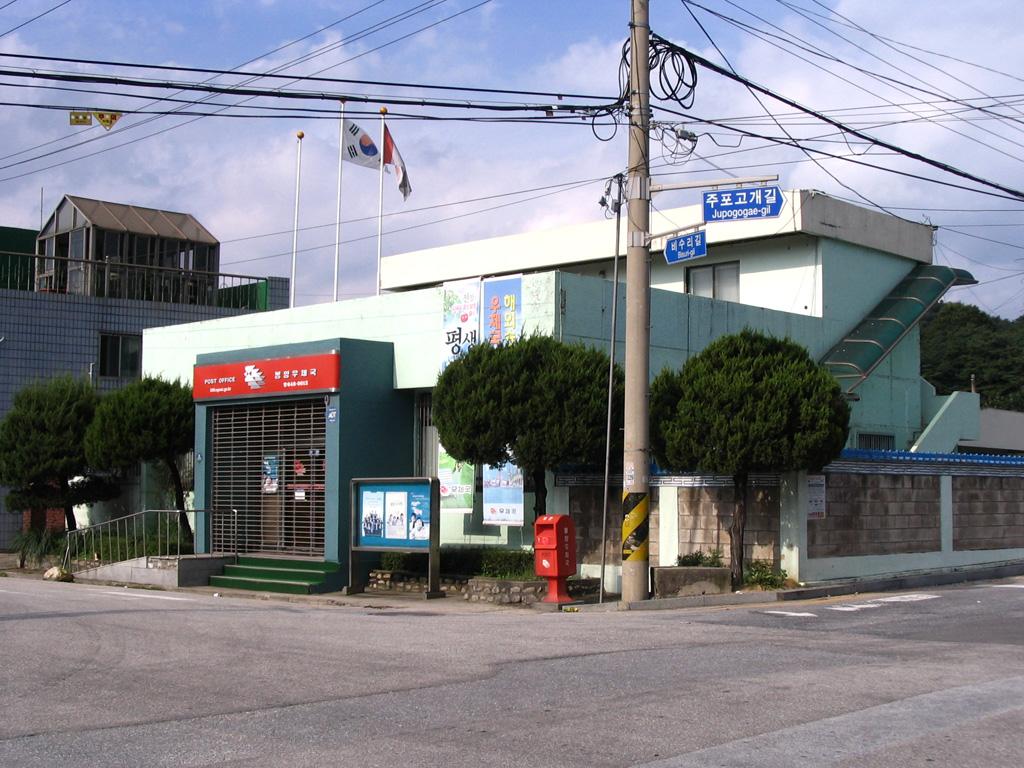
봉양우체국
봉양도서관